# Arturo Ganucci Cancellieri
Arturo Ganucci Cancellieri (Pistoia, 14 settembre 1867 – Pistoia, 1º novembre 1936) è stato un politico e avvocato italiano.

## Biografia
Nacque a Pistoia il 14 settembre 1867, da famiglia originaria del contado pistoiese. 
Nel 1890 si diplomò a Firenze in scienze sociali presso l'Istituto Cesare Alfieri.  Successivamente si iscrisse alla facoltà di giurisprudenza a Roma, dove si laureò. 
Esercitò per qualche anno la professione di avvocato, ma attratto dalla politica, nel 1895 entrò a far parte del partito liberale pistoiese di cui divenne uno degli esponenti più rinomati.
Due anni dopo, all'età di trent'anni, fu eletto sindaco nel comune di Pistoia. Rimase in carica per ben undici anni. 
Aderì nel 1921 al nascente partito fascista e nel 1930 fu nominato podestà di Pistoia, carica che mantenne per quattro anni. Durante questo periodo promosse notevoli opere di pubblica utilità per la città, in particolare sotto il profilo urbanistico. Si occupò attivamente dei problemi agricoli di Pistoia, in qualità di membro del Consiglio amministrativo della Cassa di risparmio locale, al cui sviluppo contribuì notevolmente. Tra i soci fondatori della "Società pistoiese di storia patria", fece parte anche del consiglio direttivo.
Morì a Pistoia il 1º novembre 1936.

## Riapertura della Biblioteca Forteguerriana
Si occupò personalmente delle questioni e pratiche relative alla riapertura della Biblioteca Forteguerriana, chiusa al pubblico dal 1921. Nel 1923 fece riaprire la biblioteca. Il suo prestigio politico gli consentì di ottenere i finanziamenti per acquistare raccolte di libri e manoscritti che ne arricchirono il patrimonio.
Donò alla biblioteca una collezione di scritti, oggi raccolti in un fondo a suo nome, comprendente poesie e scritti d'occasione, d'interesse non solo pistoiese, nonché lettere di corrispondenti di rilievo nella politica e nella cultura del XIX secolo (tra cui Giosuè Carducci, Massimo D'Azzeglio, Enrico Bindi, Pietro Fanfani, Raffaello Fornaciari, Renato Fucini, Angelo Gamberai, Giuseppe Giusti, Demostene Macciò, Policarpo Petrocchi, Giuseppe Tigri, Atto Vannucci).